# 霍达 (作家)
霍达（1945年11月26日—），北京人，回族，中国女作家。歷任第八屆全國政協委員，九屆全國人大代表，十屆至十二屆全國政協常委。
霍达的家庭是个珠玉世家，自幼酷爱文学艺术。1966年毕业于北京建筑工程学院。后长期在四机部、北京市园林局、文物局从事外文情报翻译工作，同时坚持业余写作。

## 作品
长篇小说
- 《穆斯林的葬礼》1988年	北京十月文艺出版社（获第三届茅盾文学奖）
- 《未穿的红嫁衣》1994年	江苏文艺出版社
- 《补天裂》	1997年	北京出版社

短篇小说
- 《不要忘记她》	1976年

	*《江州司马》	1981年	《文学报》
	*《“合作家”轶事》	1983年	第3期《民族文学》
	*《黑祸》		第12期《民族文学》
	*《马拉松宴会》		第2期《作品》
	*《保姆》		第5期《妇女》
	*《猫婆》	1985年	第5期《十月》
	*《故人情》		第3期《女作家》
	*《门框胡同记事》	1988年	第1期《花城》
	*《京韵第一鼓》	1989年	《文艺报》
中篇小说
- 《动物园里的新鲜事》	1981年	上海少年儿童出版社

	*《追日者》	1984年	第6期《当代》
	*《年轮》	1984年	第4期《民族文学》
	*《秦台夜月》	1985年	第6期《人间》
	*《红尘》	1986年	第3期《花城》
	*《魂归何处》	1986年	第4期《女作家》
	*《芸芸众生》	1986年	第5期《当代》
中短篇小说集
- 《魂归何处》	1987年	北京十月文艺出版社
- 《红尘集》	1987年	花城出版社出版

剧本
- 《公子扶苏》	1981年	第2期《花城》，1982年第2期《中外电影》

	*《我不是猎人》	1981年	第10期《电影文学》
	*《鹊桥仙》	1982年	第2期《江苏戏剧》
	*《飘然太白》	1982年	第3期《电视、电影、文学》
	*《江州司马》		第6期《剧本园地》
	*《笔墨官司》	1983年	
	*《保姆》	1984年	第3期《电视、电影、文学》
	*《失落的明珠》		第10期《电影文学》
	*《鞘中之剑》	1985年	第10期《电影文学》
	*《战斗在北平》		第2期《新剧本》
	*《年轮》		
	*《秦皇父子》	1986年	第6期《新剧本》
	*《红尘》	1987年	
	*《海棠胡同》	2010年	
	*《苍天圣土》	
报告文学与散文
- 《石迹耿千秋》	1978年	《光明日报》

	*《他扑向太阳》	1981年	《艺术世界》
	*《我站在长城上，倾听》	1984年	《 民族文学》
	*《绿叶的荣誉》	1986年	《中国妇女》
	*《渔家傲》		    《报告文学》
	*《万家忧乐》		《当代》
	*《起步于黄帝陵前》	《延河》
	*《奇石记》		    《旅游》
	*《大雅若俗》		《丑小鸭》
	*《小巷匹夫》	1987年	《 人民文学》
	*《蝶岛情》		《华人世界》
	*《为了我心中那片净土》	《文学自由谈》
	*《国殇》	1988年	《当代》
	*《民以食为天》	1989年	《中国作家》第4期，《报告文学选刊》第6期
	*《吴冠中》		
	*《仰雪词馆主》		
	*《烟雨文武庙》		
	*《义冢丰碑》		
	*《听海》	2013年	《十月》第2期
文集
- 《霍达电影剧本选》	1983年	花城出版社出版
- 《霍达报告文学选》	1995年	江苏文艺出版社
- 《霍达文集》（共6卷）	1999年	北京十月文艺出版社
- 《霍达文选》（共9卷）	2002年	人民文学出版社
- 《霍达系列》（共8卷） 	2009年	人民文学出版社
- 《霍达作品精选》	2013年	长江文艺出版社

诗词集
- 《抚剑堂诗词集》	2010年	线装书局

游记
- 《听海》	2020年	中国文史出版社